# Liste von Söhnen und Töchtern der Stadt Debrecen
Die folgende Liste enthält Personen, die in der ungarischen Stadt Debrecen geboren wurden. Die Liste erhebt keinen Anspruch auf Vollständigkeit.

## In Debrecen geborene Persönlichkeiten

### Bis 1850
- Mihály Fazekas (1766–1828), Dichter
- Mihály Csokonai Vitéz (1773–1805), Dichter
- Ferenc Bihar (1847–1920), Feldzeugmeister und k.u. Landesverteidigungsminister 1905/06
- Zoltán Petőfi (1848–1870), Sohn von Sándor Petőfi

### 1851 bis 1900
- Franz Schafarzik (1854–1927), österreichisch-ungarischer Geologe und Petrograph
- Samuel Kardos (1857–1924), Rechtsanwalt und Publizist[1]
- Emma Adler (1858–1935), österreichische Journalistin und Schriftstellerin
- Albert Kardos (1861–1945), Literaturwissenschaftler und Pädagoge[2][3]
- Gyula Pekár (1867–1937), Schriftsteller, Politiker und Minister
- István Kardos (1891–1975), Komponist, Dirigent, Pianist, Gründer der Kardosch-Sänger
- Franz Gaál (1891–1956), Landschafts- und Genremaler
- Józsa Ladányi (1898–1985), Chirurgin

### 1901 bis 1960
- János Vadász (1903–1977), Fotograf, Kameramann und Filmregisseur
- Lorenzo Alvary (1909–1996), US-amerikanischer Opernsänger (Bass)
- Pál Kovács (1912–1995), Säbelfechter
- Olga Törös (1914–2015), Geräteturnerin
- István Béla Farkas (1915–2005), Professor für Mathematik und Medailleur[4]
- Magda Szabó (1917–2007), Schriftstellerin
- Zsigmond Varga (1919–1945), reformierter Prediger und Widerstandskämpfer gegen den Nationalsozialismus
- Imre Lakatos (1922–1974), Mathematiker, Physiker und Wissenschaftsphilosoph
- József Németi (1923–1991), Offizier der Volksrepublik Ungarn
- Olga Gyarmati (1924–2013), Leichtathletin
- Eva Fahidi (1925–2023), ungarische Zeitzeugin des Holocaust und Überlebende des KZ Auschwitz-Birkenau
- György Baranyai (1927–1998), Politiker und Offizier der Volksrepublik Ungarn
- Dénes Berényi (1928–2012), Atomphysiker
- Levente Lengyel (1933–2014), Schachmeister
- György Konrád (1933–2019), Schriftsteller und Essayist
- Tamás Vásáry (* 1933), Pianist und Musikpädagoge
- Mihály Nagy (* 1937), Universitätsdoktor, Mineraloge, Meteoritenforscher
- Márta Rudas (1937–2017), Leichtathletin (Speerwurf)
- Ilona Prunyi (* 1941), Pianistin
- Terry Torday (* 1941), Schauspielerin
- Endre Kiss (* 1944), Philosoph
- Borbála Tóth Harsányi (* 1946), Handballspielerin
- Katalin Laki (* 1948), Handballspielerin
- Michael Szentei-Heise (* 1954), Jurist und Verwaltungsdirektor der Jüdischen Gemeinde Düsseldorf
- Robert Deutsch (1956–2015), Oberrabbiner
- Borbala Biro (* 1957), Biologin und Agrarwissenschaftlerin
- Gyula Pap (1959–2019), Mathematiker
- Ferenc Barnás (* 1959), Schriftsteller

### Ab 1961
- Zoltán Adorján (* 1961), Speedwayfahrer
- János Térey (1970–2019), Lyriker, Autor, Schriftsteller und Übersetzer
- Szabolcs Hajdu (* 1972), Regisseur, Schauspieler und Drehbuchautor
- Adrienn Kocsis (* 1973), Badmintonspielerin
- László Székelyhidi (* 1977), Mathematiker
- Zsolt Baumgartner (* 1981), Formel-1-Fahrer
- András Koroknai (* 1982), Pokerspieler
- Dénes Krusovszky (* 1982), Schriftsteller
- Orsi Kocsis (* 1984), Glamour- und Aktmodell
- Balázs Dzsudzsák (* 1986), Fußballspieler
- Márton Juhász (* 1987), Jazzmusiker
- Mihály Korhut (* 1988), Fußballspieler
- József Varga (* 1988), Fußballspieler
- Tibor Gazdag (* 1991), Handballspieler
- Gréta Kerekes (* 1992), Hürdenläuferin
- Boglárka Kapás (* 1993), Freistilschwimmerin
- Máté Koroknai (* 1993), Hürdenläufer
- Ádám Borbély (* 1995), Handballtorwart
- Péter Hornyák (* 1995), Handballspieler
- Ádám Juhász (* 1996), Handballspieler
- Luca Kozák (* 1996), Hürdenläuferin
- Petra Kocsán (* 1998), Fußballspielerin
- Hanga Klekner (* 1999), Stabhochspringerin
- Sára Suba (* 1999), Handballspielerin
- Attila Bernáth (* 2000), Boxer
- Tamara Pál (* 2000), Handballspielerin